# Сулкович, Хирш
Хирш Вольф Сулкович (англ. Hirsh Wolf Sulkowitch; 9 февраля 1906, штат Мэн, США — 19 сентября 1981, Фалмут, округ Камберленд, штат Мэн, США) — американский врач, учёный, эндокринолог и биохимик, предложивший анализ мочи, названный его именем (анализ мочи по Сулковичу). Доктор медицины.

## Биография
Родился в многодетной, но обеспеченной еврейской семье Марка Сулковича (1876 — апрель 1942) и Эстер Шерешевски (10 мая 1884  — июль 1968) — эмигрантов из России (Эстер — из-под Слонима Гродненской губернии). В семье было семеро детей. Отец занимался бизнесом, связанным с недвижимостью. Известно, что в 1919 году он с компаньоном купил доходный дом на Маркет-стрит в Портленде, который был продан его наследниками в 1945 году. Кроме того, он владел магазином одежды.
Хирш поступил на медицинский факультет престижного Массачусетского технологического института и закончил его в 1928 году.
После окончания университета поступил на работу в Массачусетский госпиталь общего профиля (Massachusetts General Hospital). С тех пор бо́льшая и главная часть научной деятельности Сулковича неразрывно связана с его научным руководителем Фуллером Олбрайтом.
В 1958—1960 годах работал в лаборатории клинической физиологии госпиталя Маклин (MkLean hospital) (Веверлей, г. Белмонт, штат Массачусетс).
В начале 1960-х отошёл от научной деятельности и в 1966 году получил лицензию врача частной практики в Вестмонте (Нью-Джерси).
Умер в сентябре 1981 года.

## Научная деятельность
Научная деятельность 1930-х годов проходила под руководством Ф. Олбрайта, серьёзно занимавшегося изучением обмена кальция в организме человека, гормонов щитовидной железы и витамина D. Этой теме посвящены практически все работы Сулковича в то время. В 1937 году он предложил разработанный им анализ мочи, названный анализом Сулковича.
В 1940-1950-х годах научная деятельность Сулковича была посвящена биохимическим исследованиям в психиатрии и психофармакологии.

## Научные работы
Известно 13 работ, опубликованных с соавторами, и 3, написанных единолично, не считая студенческую работу 1928 года «The bactericidal action of radiation ; Ultra-violet studies ; X-ray and cathode ray studies».
Монография «Эндокринология», написанная в соавторстве с Льюисом М. Хурксалом и Сеймуром А. Паркером, издана в 1955 году (первое издание) (New York, Landsberger Medical Books, 1955. First Edition, 318 pages).
- The urinary lead-acetate-extractable substances in schizophrenia. / Richard L. Veech, M. D. Altschule, Hirsh Sulkowitch, Phyllis D. Holliday. // A. M. A. Archives of General Psychiatry, 1960. — Vol. 3, no. 6. — P. 642—645.
- Urinary «Epinephrines» in patients with mental and emotional disorders: apparent occurrence of an adrenolutin-like substance in urines of psychotic and depressed patients. / Hirsh Sulkowitch, Mark D. Altschule. // A. M. A. Archives of General Psychiatry, 1959. — Vol. 1, no. 1. — P. 108—115.
- The colorimetric estimation of the epinephrines, dihydroxyindoles and their quinones with aromatic orthodiamines. / H. Sulkowitch. // Journal: Endocrinology, 1956. — Vol. 59, no. 2. — P. 260—262.
- Estimation of Urinary Reducing Corticosteroids with Blue Tetrazolium. / Hirsh Sulkowitch, Alexander M. Rutenburg, Mark F. Lesses, Samuel Gargill, Arnold M. Seligman. // New England Journal of Medicine, 1955. — Vol. 252, no. 25. — P. 1070—1075.
- Clinical, psychiatric and psychoanalytic study of a case of male pseudohermaphroditism. / Finesinger Jacob, Meigs Joe, Sulkowitch Hirsch. // American Journal of Obstetrics and Gynecology, 1942. — No. 44. — pp. 310–317.
- Colorimetric assay of I7’ketosteroids in urine. A survey of the use of this test in endocrine investigation, diagnosis and therapy. / R. W. Fraser, A. P. Forbes, F. Albright, H. Sulkowitch, E. C. Reifenstein. // Journal of Clinical Endocrinology & Metabolism, 1941. — Vol. 1, no. 3. — P. 234—256.
- A comparison of the effects of vitamin D, dihydrotachysterol(A.T. 10), and parathyroid extract on the disordered metabolism of rickets. / Fuller Albright, Hirsh W. Sulkowitch, Esther Bloomberg. // Journal of Clinical Investigation, 1939. — Vol. 18, no. 1. — P. 165—169.
- Hyperparathyroidism due to idiopathic hypertrophy. / F. Albright, H. Sulkowitch, E. Bloomberg. // Journal of Nervous and Mental Disease, 1939. — Vol. 89, no. 1.
- Syndrome characterized by osteitis fibrosa disseminata, areas of pigmentation, and a gonadal dysfunction further observation including the report of two more cases. / F. Albright, B. Scoville, H. W. Sulkowitch. // Journal: Endocrinology, 1938. — Vol. 22, no. 4. — P. 411—421.
- A comparison of the effects of A.T. 10 (dihydrotachysterol) and vitamin D on calcium and phosphorus metabolism in hypoparathyroidism. / Fuller Albright, Esther Bloomberg, Truman Drake, Hirsh W. Sulkowitch. // Journal of Clinical Investigation, 1939. — Vol. 17, no. 3. — P. 317—329.
- The effect of vitamin D on calcium and phosphorus metabolism; studies on four patients. / Fuller Albright, Hirsh W. Sulkowitch. // Journal of Clinical Investigation, vol. 17, no. 3, pp. 305–315, 1938.
- Further experience in the diagnosis of hyperparathyroidism, including a discussion of cases with a minimal degree of hyperparathyroidism. / Fuller Albright, Hirsh W. Sulkowitch, Esther Bloomberg. // American Journal of The Medical Sciences, vol. 193, no. 6, pp. 800–812, 1937.
- Progress in management of urinary calculi. / Barney J.D., Sulkovitch H. W.. // Journal of Urology, Baltimore, v.37, p. 746, 1937.
- Case 23171. / Richard C. Cabot, Tracy B. Mallory, Joseph C. Aub, George W. Holmes, Hirsh W. Sulkowitch. // New England Journal of Medicine, vol. 216, no. 17, pp. 757–760, 1937[13].
- А rapid microchemical method for the detection of lead in biological and other organic material with N, N ́ — Diphenylformazyl mercaptan and N, N ́ — Diphenydihydroformazyl mercaptan. / Hirsh W. Sulkowitch. // Proceedings of the American society of biological chemists, 28 Annual meeting, New-York, N.Y., march 29—31 1934, p. 1XXXVIII[14].
- Bactericidal Action of Roentgen Rays. / Hirsh W. Sulkowitch. // Johns Hopkins Hospital Bulletin, Baltimore, № 44, June 1929 p. 439[15].